# 伊塔波蘭加達茹達

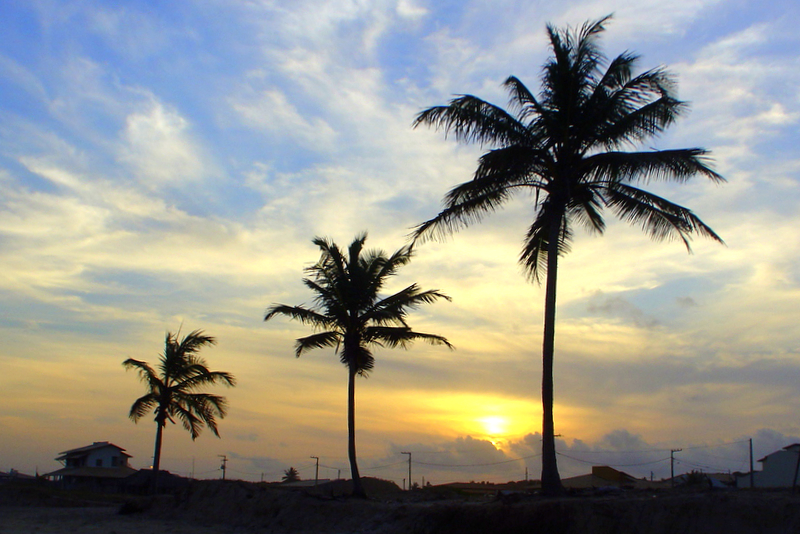
伊塔波蘭加達茹達

10°59′52″S 37°18′39″W / 10.99778°S 37.31083°W
伊塔波蘭加達茹達（葡萄牙語：Itaporanga d'Ajuda）是巴西的市鎮，位於該國東北部，由塞爾希培州負責管轄，始建於1854年3月28日，面積757平方公里，海拔高度9米，2013年人口32,496，人口密度每平方公里42.91人。